# Kannibalism

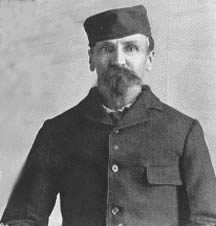
Alferd Packer, amerikansk kannibal.

Kannibalism innebär att en människa eller annat djur äter en annan individ av samma art. Utövaren av kannibalism kallas kannibal. När människor äter människokött kallas det antropofagi (grek. människoätande). Ordet kannibal kommer från "Karibien", då det ryktades om att människoätare levde där.

## Kannibalism i djurvärlden
Bland djur är kannibalism relativt sällsynt. En del djurarter kan dock praktisera det under stress, medan få icke-insekter samt fiskarter praktiserar det regelbundet. Inom djurnäringen finns ett flertal exempel på att instängda djur i dålig miljö tillgriper kannibalism, så som till exempel grisar eller höns. Det är då ofta ungar som blir offer.
Inom flera spindelarter överlever honan äggläggningen och försvarar äggsäcken tills ungarna kläckts, bara för att senare dödas och ätas av de nykläckta spindlarna. Hos svarta änkan äter honan ibland upp hannen efter parning, därav namnet. Detta beteende har observerats hos ett stort antal spindelarter.
Bland fåglar förekommer kannibalism hos en del rovfåglar. Vanligast är att ungar i boet dödas för att ge plats för ett syskon. Det är också vanligt att en unge som dött av annan orsak äts upp. Eleonorafalken har observerats ta ungar från andra föräldrars bon för att föda sina ungar.
Bland en del flocklevande rovdjur, som till exempel lejon och vargar, händer det ofta att en ny hanne som tar sig in i flocken dödar de ungar som finns; detta är dock sällan kopplat till kannibalism. Hos björnar förekommer det att hannar dödar en honas ungar för att få honan och då tar dem som föda. Detta för att få honan villig till parning.

### Arter där kannibalism praktiseras
- Abborrar
- Gäddor
- Vissa spindelarter
- Bönsyrsor
- Vissa grodarter
- Vissa snigelarter
- Vissa ormarter
- Svin
- Vissa schimpanser
- Kräftor[4]

## Kannibalism bland människor (antropofagi)

Kannibalism (illustration från 1500-talet)

Androfagi (grekiska ανδροφαγος, av ανήρ, genitiv ανδρος ’man’, ’människa’, och φαγείν ’äta’) betecknar människoätare.
Kannibalism i systematisk form förekommer i modern tid endast i Afrika. FN:s säkerhetsråd fördömde därför så sent som 2003 den afrikanska staten Kongo då det där enligt 350 ögonvittnen begåtts många övergrepp med inslag av kannibalism mot lokalbefolkningen. Två svenska FN-soldater blev enligt vittnesuppgifter uppätna i Kongo på 60-talet. Kongos premiärminister Lumumba lär i radio, före sin död på 60-talet, ha sagt "När det här är över ska vi återgå till det gamla och äta upp våra fiender!" vilket låter antyda en lång tradition av kannibalism i regionen.
Det finns olika mer eller mindre väl underbyggda berättelser om kannibalism från alla världsdelar. Idag är det omstritt bland forskare om hur stor andel av dessa som har någon substans. Det finns få belägg för att kannibalism någonsin varit särskilt utbrett. Berättelser om kannibalism är sällan ögonvittensskildringar och handlar ofta om folk på avlägsna platser. Ett viktigt undantag är dock Kina där kannibalism, framför allt "överlevnadskannibalism" (se nedan) men i tidig historieskrivning också kannibalism som rituell hämnd eller skändning, rapporterats om den egna folkgruppen under hundratals år.  Det finns också arkeologiska belägg för kannibalism, bland både neandertalare och nordamerikanska indianer, i det senare fallet i form av rester av människokött i mänsklig avföring.
Bland människor är det idag sällsynt med kannibalism med näringsintag som syfte, istället talar man om rituell kannibalism, där valda kroppsdelar äts av rituella skäl. Det finns ett flertal belägg från stamstrider i Afrika där segraren äter förlorarens hjärta för att ta del av dennes styrka, senast i Kongo och Liberia. I modern tid finns belägg för att kannibalism förekommit och eventuellt fortfarande förekommer hos vissa stammar på Nya Guinea. Det förekommer också, om än sällan, att psykiskt störda individer hänger sig åt kannibalism.
I regel förknippas kannibalism med just föreställningar om att den som äter delar av en död fiendes eller väns kropp övertar en del av dennes styrka, mod eller andra goda egenskaper. I dessa fall kan kannibalism emellanåt också sammanknytas med att man tar delar av besegrade fienders kroppar som troféer, oftast huvud eller händer.
När man äter personer utanför den egna gruppen, kallas det exokannibalism. Motsatsen, när man äter kvarlevorna av en medlem av den egna gruppen, kallas endokannibalism. Det kan finnas kulturer där man praktiserat såväl exokannibalism som endokannibalism. Exokannibalism sker ofta som en handling av aggression, medan endokannibalism förekommer som ett uttryck för affektion. De två vanligaste formerna av kannibalism är överlevnadskannibalism och fall där kannibalism är orsakat av psykisk sjukdom. Det förstnämnda refererar till fall där förtäringen av mänskligt kött beror på viljan att överleva under svältande tillstånd. Kannibalism kan även beskrivas genom psykopatologi som ett avskyvärt beteende som indikerar en personlighetsstörning eller psykos.  
Under extrema omständigheter av isolering och svält finns det dokumenterade fall av att människor ätit av varandra för att överleva, vilket då kallas överlevnadskannibalism. Exempel på detta är flygolyckan i Anderna år 1972, där de överlevande delvis åt de omkomna för att överleva. Under andra världskriget tvingades även civilbefolkningen i Stalingrad och i det belägrade Leningrad till detta. Japanska soldater ägnade sig också åt kannibalism på krigsfångar.
Forskare har funderat på om långvarig kannibalism skulle kunna leda till en sjukdom liknande galna kosjukan, vilket skulle kunna vara ursprunget till sjukdomen kuru. Det spekuleras om att det eventuellt också kunde vara en anledning till att neandertalarna försvann, men detta avfärdas av andra forskare.

### Huvudjakt
I en del regioner som till exempel Afrika, Sydamerika, Karibien och Stilla havs-området har huvudjakt existerat hand i hand med kannibalism. Dock har huvudjakt mer handlat om att ta troféer och levde därför kvar längre i vissa trakter än själva kannibalismen. Bruket är idag borta, även om det då och då rapporteras att olika stammar återupptagit seden för turismens skull.
Bland annat skyterna drack vin ur bägare gjorda av fiendens kranium, och samurajerna tog ofta vara på fallna motståndares skallar, men där handlade det inte om någon reell jakt på huvuden, ej heller kannibalism.

### Vampyrism
Även om kannibalism oftast associeras med intagandet av mänskligt kött är det även "vanligt" att gärningsmän dricker blod från sina offer, ibland i samband med sina bestialiska måltider, ibland för att de tror sig vara äkta vampyrer.[källa behövs]

### Juridik
Kannibalism är i sig oftast inte olagligt, utan faller istället under bland annat mord, dråp, brott mot griftefriden och grov misshandel. I Sverige är kannibalism i modern tid ovanligt; 1980 dömdes Bengt Hjalmarsson till rättspsykiatrisk vård för att ha styckmördat och ätit sin flickvän Katarina Jakobsson under ett tiotal måltider. 2006 dömdes Lennart Persson till rättspsykiatrisk vård för att ha mördat sina fostersystrar och sedan kannibaliserat dem. 2012 dömdes en docent som skurit av och ätit sin frus läppar till fem års fängelse.

## Kannibalism i populärkulturen
- Hannibal Lecter är i böckerna av Thomas Harris och filmatiseringarna av dessa en intelligent seriemördare som äter sina offer.
- BAU-teamet i TV-serien Criminal Minds jagar ofta seriemördare, en del av dem kannibaler.
- Kapten Jack Sparrow blir under en kort episod i Pirates of the Caribbean: Död mans kista hövding över en kannibalstam. Han lyckas dock fly innan de dödar honom.
- Kalle Anka och knattarna är delvis kannibaler. I kortfilmen Kalle Anka blir ängel från 1948 serverar Kalle grillad fågel på matbordet. Kalle, knattarna och Joakim har även på sina äventyr (bl.a. under tidsresor till stenåldern) tagits till fånga av huvudjägare eller andra vildar för att kokas levande i gryta över öppen eld.
- I folksagan om Hans och Greta finns en häxa som äter barn.
- I tidiga serier med Fantomen kallades bandarerna för pygmékannibaler.
- I Kalle och chokladfabriken säger Willy Wonka: "Allt som ni ser här i rummet går att äta - till och med jag går att äta. Men det kallas för kannibalism mina kära vänner, och anses opassande i de flesta kulturer."
- Fredrik från Filip och Fredrik har ätit av sig själv för att bryta det tabut och för att se hur långt man kan gå i TV.
- I ett par Halloween-avsnitt av TV-serien The Simpsons förekommer det kannibalism.

### Kannibalism i propaganda
När fransmännen under första världskriget tog in svarta soldater från kolonierna menade tyskarna att man inte respekterade att det var ett krig för vita. I tysk propaganda framställdes de som korkade vildar och kannibaler.[källa behövs]